# Фадеев, Вадим Иванович
Вади́м Ива́нович Фаде́ев (25 декабря 1917, Федькино, Симбирская губерния — 5 мая 1943, Краснодарский край) — Герой Советского Союза, лётчик-истребитель, гвардии капитан, командир эскадрильи. В оригиналах документов фамилия указывается как Фаддеев.

## Биография
Вадим Иванович Фадеев родился 25 декабря 1917 года в селе Федькино (ныне — Тереньгульского района Ульяновской области) в семье учителей. Жил в Куйбышеве, где закончил общеобразовательную школу № 6, три курса строительного института, курсы шоферов (шофёр 3 класса), работал на хлебном фургоне и скорой помощи и аэроклуб, где после работал инструктором.
В 1940 году окончил Чкаловскую военно-авиационную школу пилотов. Распределён в воинскую часть на территории Дальневосточного края. В августе 1941 года попал в действующую часть.
Вадим Фадеев был высокого роста и крепкого телосложения (размер обуви 49-й). На фронте ему выписали персональный двойной паёк. По свидетельствам современников, он был весёлым и общительным, хорошо играл на гитаре, пел, читал стихи. Ради шутки он отрастил себе длинную бороду, за что получил свой позывной «Борода». Обладая огромной физической силой и выносливостью, Фадеев совершал по 5-6 вылетов в день. Летал на самолётах И-16, Як-1 и «Аэрокобрах».
Фадеев воевал в составе 131-го истребительного авиационного полка, летал ведомым у Героя Советского Союза Владимира Истрашкина. С декабря 1941 года переведен в 630-й истребительный авиационный полк.
27 ноября 1941 года лётчик 446-го смешанного авиаполка Фадеев в районе села Большие Салы к северо-западу от Ростова во время нанесения атаки на позиции врага был подбит артиллерией. Смог «дотянуть» до своих позиций, добился встречи с командиром дивизии, доложил ему о замеченных силах немцев и настоял на нанесении ударов по ним. В боевых порядках пехоты лично участвовал в успешной атаке на высоту «Пять братьев». За инициативу, находчивость, мужество и героизм по представлению командования наземными войсками старший сержант Вадим Фадеев был награждён орденом Красного Знамени. Тогда же ему было присвоено внеочередное воинское звание «лейтенант».
Однажды в районе Кодыма (Молдавия) Вадим Фадеев с группой истребителей увидел иссеченную румынскими кавалеристами колонну беженцев, догнал и атаковал колонну румынских кавалеристов. Расстреляв все патроны, он спустился к самой земле и рубил всадников винтом самолёта.
В 1943 году после ранения и из-за конфликта с командиром полка Фадеев был переведён в тыл. После этого он попал в 16-й гвардейский истребительный полк к А. И. Покрышкину, где стал командиром эскадрильи. Проявил себя не только как сильный воздушный боец, но и как грамотный, изобретательный тактик:
В работе по совершенствованию тактики истребителей и её внедрению в обучение очень большой вклад внёс Вадим Фадеев. Этот безгранично храбрый человек, большого роста и атлетического сложения, с характером волжского бунтаря, с восторгом воспринимал всё новое в тактических приёмах, активно внедрял их в обучениеПокрышкин А. И.
Во время жаркого воздушного боя, который вели с противником воины 630-го истребительного авиаполка, в самолет Вадима Ивановича Фадеева угодил вражеский снаряд. Мотор сразу же отказал. Однако умелый и мужественный летчик сумел довести машину до линии фронта и посадил ее прямо на передовой. В это время фашисты пошли в атаку. Вадим Фадеев выскочил из кабины и с криком «ура!» повел красноармейцев в контратаку. Враг был отброшен, высота, господствовавшая над местностью, снова украсилась алым флагом.

Вскоре после этого боя Фадеев уже на другом самолете вылетел вместе с командиром звена А. Я. Новиковым на разведку. Им предстояло пройти по маршруту Славянск, Краматорская, Константиновская, Артемовец. В районе шахты 32—33-бис противник открыл по нашим истребителям сильный зенитный огонь. Однако советские летчики, умело маневрируя, проскочили через огненную завесу. И тут ведомый Новикова заметил скачущего всадника. Снизившись, Фадеев установил, что это — фашист, и скорее всего связной, который спешит доставить в штаб важное донесение. Не желая расходовать патроны, которые предназначались для боя, летчик зарубил всадника винтом самолета. Я хорошо знал Вадима Ивановича Фадеева. Это был высокий, стройный парень, с пышной шевелюрой и аккуратно подстриженной бородкой. Добрый, отзывчивый, он пользовался у однополчан уважением и авторитетом. Воевал он смело, даже рискованно. Впоследствии В. И. Фадеев стал Героем Советского Союза.Вершинин К. А.
К концу апреля 1943 года старший лейтенант Фадеев совершил 394 боевых вылета, провёл 43 воздушных боя и лично сбил 17 самолётов противника и 3 в группе. Итог: 20 сбитых самолётов противника.
Незадолго до гибели были направлены документы на присвоение ему звания Героя Советского Союза.
5 мая 1943 года, выполняя задание на прикрытие своих войск в районе станицы Крымская на самолёте P-39, оторвался от звена Александра Покрышкина и был замечен группой Ме-109. Пара рассыпалась и завязался бой. Фадеев был ранен и потянул домой. Его ведомый, Андрей Труд, не мог оторваться от Ме-109 и не смог обеспечить прикрытие ведущего. Фадеев смог посадить самолёт в плавнях левого берега реки Адагум между хуторами Новотроицкий и Ольховский, но скончался от потери крови. Не ранее чем через десять дней тело Фадеева было обнаружено разведчиками из 726 стрелкового полка 395 стрелковой дивизии. Мёртвый Вадим Иванович сидел на крыле самолёта прислонившись спиной к фюзеляжу. Разведчики вынесли лётчика в хутор Ольховский и похоронили на окраине во дворе отдельно стоящего дома.
В настоящее время точное место захоронения Вадима Фадеева неизвестно. В середине шестидесятых годов бывший разведчик Бабич, который был в составе разведгруппы обнаружившей и похоронившей Фадеева, совместно с представителем Крымского райвоенкомата отыскали участок, где была могила лётчика, но его останки отыскать не удалось. Если тело лётчика было перезахоронено, то в настоящее время этому не найдено доказательств и свидетелей.
Указом Президиума Верховного Совета СССР «О присвоении звания Героя Советского Союза начальствующему составу Военно-Воздушных сил Красной Армии» от 24 мая 1943 года за «образцовое выполнение боевых заданий командования на фронте и проявленные при этом отвагу и геройство гвардии» капитану Фадееву Вадиму Ивановичу было присвоено звание Героя Советского Союза посмертно.
Братская могила воинов РККА расположенная в центре хутора Плавненский, находящегося в паре километров восточнее села Киевского Крымского района Краснодарского края, считается официальным местом захоронения Фадеева, но на самом деле это символическая могила Вадима Ивановича.
Награждён орденом Ленина, двумя орденами Красного Знамени.

## Награды
- Звание «Герой Советского Союза»[5];
- орден Красного Знамени[6].

## Память
- В честь В. И. Фадеева названы улицы в Краснодаре, Самаре, Севастополе, Гомеле и в селе Киевское, а также, сквер на проспекте Ленина в Самаре, который был создан около сорока лет назад, одновременно со строительством тысячеквартирного дома № 1 по проспекту Ленина, возведённого ракетно-космическим предприятием ЦСКБ для своих работников, этот дом в народе называют «домом авиаторов». В Самаре установлены две мемориальные доски: на доме, где жил Фадеев (улица Галактионовская, 38), и на улице его имени (улица Фадеева, 56А)[7][8][9].
- В самарской общеобразовательной школе № 6 существует школьный музей имени Вадима Фадеева[10].
- В Краснодарском крае, в семи километрах от станицы Варениковская, по трассе на Анапу есть село Фадеево, названный в честь Фадеева Вадима Ивановича. В селе установлен памятник Фадееву В. И.[11]
- Имя В. И. Фадеева носит СОШ № 1 станицы Калининской Краснодарского края и школа № 3 г. Самары
- Именем В. И. Фадеева назван областной аэроклуб, расположенный в Самаре[12].